# Le colline hanno gli occhi 2
Le colline hanno gli occhi 2 (The Hills Have Eyes 2) è un film horror slasher del 2007, diretto da Martin Weisz.
È il sequel del film del 2006 Le colline hanno gli occhi, rifacimento dell'omonimo film cult del 1977.
Per aiutare alla riuscita nel botteghino, la Fox Atomic Comics ha pubblicato una versione a fumetti intitolata The Hills Have Eyes: The Beginning il giorno del debutto cinematografico.
Il film è stato immesso nel circuito cinematografico statunitense il 23 marzo 2007, e in quello italiano l'11 maggio dello stesso anno.

## Trama
Il film si apre con una donna imprigionata che viene uccisa da un mutante, Papa Hades, appena dopo aver partorito un bambino nato morto. Si aprono così i titoli di testa, nei quali viene descritto la sparizione della famiglia Carter in un'area nota come "Settore 16". Due settimane più tardi, l'esercito statunitense organizza alcune ricerche per uccidere i mutanti, oramai considerati una seria minaccia, e sul posto viene costruito un impianto elettrico che funge da centro operativo per coordinare le operazioni e inviare i risultati. Due scienziati intenti a riprendere le tracce di radioattività presenti nella zona vengono massacrati e il colonnello Lincoln Redding, nel tentativo di uccidere i colpevoli, viene infilzato e lanciato da una collina.
La scena si sposta in un campo d'addestramento della Guardia Nazionale degli Stati Uniti che replica le strade di Kandahar. Qui fanno apparizione i militari Sarge, sergente e comandante della squadra, Amber, Napoleon, Missy, Crank, Delmar, Stump, Spitter e Mickey. L'addestramento fallisce a causa degli errori dell'intero gruppo. La squadriglia si sposta quindi al centro visto all'inizio del film, che ora risulta abbandonato. Insospettiti dalla strana calma e da un messaggio radio che sembra provenire da un superstite sulla collina, i soldati vi si dirigono, lasciando Napoleon e Amber a stazionare la zona del centro in caso di aiuto.
Mentre Sarge e i suoi uomini sono giunti a metà del tragitto, Mickey cade in una fossa procurandosi una distorsione ad una caviglia, così si vede costretto a ritornare alla centrale per medicarsi. Intanto, mentre Napoleon è nel bagno del campo, una mano insanguinata lo afferra dall'interno del gabinetto e il ragazzo viene aiutato da Amber a tirare fuori uno scienziato, che muore poco dopo per le gravi ferite e infezioni. Sempre più terrorizzati dall'incredibile situazione, Napoleon prende la radio cercando di contattare il più vicino battaglione, invece Amber inizia a correre per le colline alla ricerca degli altri soldati. La corsa viene però interrotta dall'assalto di un mutante, ma l'intervento di Mickey e Napoleon sventa il peggio. Lo stesso mutante, infilatosi in un'apertura della roccia, afferra la gamba di Mickey che viene trascinato nei sotterranei delle colline.
La situazione non è migliore tra i soldati, infatti durante la caccia di un mutante, Spitter uccide erroneamente Sarge, lasciando così i tirocinanti in preda al panico e senza guida; nel frattempo vengono raggiunti da Amber e Napoleon. Decidono così di tornare indietro calandosi con le corde per evitare il lungo tragitto ma, mentre Spitter prende con sé il corpo di Sarge, un mutante taglia la corda facendo così cadere nel dirupo anche l'altro soldato.
Percorrendo un sentiero scosceso che termina sul ciglio di un dirupo, viene rinvenuto il corpo in fin di vita del colonnello Redding che, dopo aver rivelato i segreti che nascondono le colline, si spara un colpo in testa. Esasperati, i protagonisti decidono di andare al contrattacco. Amber e Missy facendo finta di guardare alcuni video sul cellulare, adescano un mutante che viene ucciso con una scarica di proiettili.  Mentre è separata dal gruppo, Missy viene rapita da un mutante con deformità che gli permettono di mimetizzarsi fra le rocce. Napoleon, Amber, Crank e Delmar decidono di andare a salvarla scendendo nelle miniere oscure. Stump, invece, decide di scendere usando la sua abilità nelle scalate ma, proprio mentre si avvicina alla salvezza, un mutante gli taglia un braccio facendolo precipitare nello strapiombo.
Intanto Missy viene portata in una stanza dal rapitore dove sarà destinata a procreare per Papa Hades; viene violentata e, se inizialmente si ribella, dopo essere stata picchiata si arrende alla cruda realtà. Il gruppo si dimezza al passare dei corridoi, infatti Delmar e Crank attuano una violenta sparatoria con un mutante armato di carabina, e nello scontro Delman viene ferito mortalmente. Crank morirà poco dopo in una stanza colma di dinamite, dove, preso dal panico e visibilmente sotto stress ne prende una cassa, ma nel tentativo di portarla via fa cadere il detonatore e salta in aria.
Napoleon e Amber vengono invece aiutati da un mutante che si chiama Hansel, diverso dagli altri, che odia essere così e mostra sentimenti. Mentre i due si vedono attirati dalle urla di Missy, durante la corsa contro il tempo per salvarla vengono attaccati dal mutante che l'ha rapita e, a corto di munizioni e vedendo Amber in preda alla sua violenza, Napoleon gli fracassa la testa con una pietra. I due riescono a raggiungere la stanza dove è rinchiusa Missy e, dopo aver fatto allontanare Hades con una trappola, liberano la compagna. Hades scoperto l'inganno, torna indietro furioso e con un pugno rompe il muro dove è poggiato Napoleon, Missy cercando di nascondersi viene trovata e picchiata brutalmente, Amber invece è ancora sconvolta e guarda la scena inerme.
Hades, dopo aver steso gli amici, si avvicina iniziando a picchiare Amber che con un ultimo sforzo spara l'ultimo proiettile in testa al mutante, rompendo il cranio ed esponendo il cervello, Papa Hades non muore ed afferra Amber per il collo e cerca di strangolarla, viene salvata da Napoleon che trafigge il mutante, mentre Amber gli infila un dito nel cervello e lo paralizza. Successivamente, il mutante, ancora in vita, afferra Missy, ma il capo dei mutanti rivela una forte resistenza e con la baionetta del fucile di Napoleon viene infilzato in bocca morendo definitivamente.
Il film sembra concludersi con i tre che escono feriti dalla base, nei titoli di coda viene scritto che l'esistenza del "Settore 16" non è mai stata confermata dalle forze armate e che i membri della Guardia Nazionale uccisi in questa storia sono stati iscritti nel registro dei caduti e alle loro famiglie non è mai stato spiegato il perché della loro morte. La scena finale mostra qualcuno nella base che osserva i tre allontanarsi con una vista a infrarossi.

## Produzione
Le riprese si sono svolte durante l'estate 2006 in Marocco a Ouarzazate, location già usata per il precedente film.
Wes Craven ha dichiarato di aver tratto ispirazione per la sceneggiatura dopo un colloquio con il produttore Peter Locke.
Alla regia era inizialmente coinvolto Michael J. Bassett, noto per Deathwatch - La trincea del male, ma dopo alcuni conflitti sul piano di lavoro e paga è stato assunto Michael Weisz.
Il film è stato prodotto con una spesa di 15.000.000 $, incassandone un totale di 37.405.247 in tutto il mondo.

## Sequel
Il regista Wes Craven, intervistato in proposito, ha dichiarato di aver discusso con la Fox Atomic sull'eventualità di un terzo film, comunque lontana dall'ottenere semaforo verde visti gli scarsi incassi e le critiche negative prese dal secondo episodio. Parlando della possibilità di produrre il film direttamente per mercato home video, Craven, ha continuato dicendo di dichiararsi fuori da ogni progetto al riguardo preferendo il cinema.